# Ofer Bar-Yosef
Ofer Bar-Yosef (29 de agosto de 1937-24 de marzo de 2020) fue un arqueólogo israelí y antropólogo cuyo principal campo de estudio era el periodo Paleolítico.
Desde 1967, Bar-Yosef fue profesor de Arqueología de la Prehistoria en la Universidad Hebrea de Jerusalén, la institución donde él fue estudiante de grado y postgrado en los años 60. En 1988,  se muda a los Estados Unidos de América donde fue profesor de Arqueología de la Prehistoría en la Universidad de Harvard, así como curador de Arqueología del Paleolítico en el Museo Peabody de Arqueología y Etnología. Hasta ahora era profesor emérito. 
Excavó ampliamente en el yacimientos prehistóricos del levante, en yacimientos como la Cueva de Kebara, el pueblo neolítico temprano de Netiv HaGdud, así como en yacimientos paleolíticos y sitios neolíticos en China y Georgia.

## Publicaciones
- The Natufian Culture in the Levant (Ed), International Monographs in Prehistory, 1992.
- Late Quaternary Chronology and Paleoclimates of the Eastern Mediterranean. Radiocarbon,  1994.
- Seasonality and Sedentism: Archaeological Perspectives from Old and New World Sites, (Ed), Peabody Museum of Archaeology and Ethnology, 1998.
- (con Belfer-Cohen, A) From Africa to Eurasia - Early Dispersals. Quaternary International 75:19-28, 2001.